# Ooh Yeah
Ooh Yeah è un singolo di musica elettronica, il quarto estratto dall'album Last Night di Moby, pubblicato il 23 novembre 2008. 
La versione estratta dall'album è lunga 5:18, mentre la versione trasmessa alla radio 3:38.

## Descrizione
Così come Disco Lies e il resto dell'album, Ooh Yeah ha sonorità che richiamano fortemente la Disco music degli anni settanta. Anche il video musicale e le sue atmosfere (estetica, colori, costumi) risultano un omaggio a quel tipo di cultura; fra l'altro, la qualità del video (volutamente scadente) assomiglia a quella utilizzata all'epoca. La frase del titolo viene pronunciato da una voce robotica, il resto è cantato da una voce femminile: anche quest'ultimo aspetto è un indubbio riferimento che omaggia la Disco Music.

## Video
Il video musicale Ooh Yeah è stato diretto da Matteo Bernardini. Il video inizia con la presentazione di alcune ragazze che posano come modelle in uno studio fotografico. Poi alcune di esse si lasciano coinvolgere in effusioni con un uomo baffuto. L'attenzione poi si sposta di nuovo sulle ragazze che lavano un'automobile d'epoca.

## Tracce
1. Ooh Yeah (Jeremy Wheatley Radio Mix) - 3:38
2. Ooh Yeah (Kris Menace Remix) - 4:53
3. Ooh Yeah (Uncle Buck Remix) - 6:34
4. Ooh Yeah (Chopstick Remix) - 7:52
5. Ooh Yeah (D. Ramirez Haunted Playground Remix) - 8:16